# Heinz Emmrich
Heinz Emmrich (19 de janeiro de 1913 - 3 de janeiro de 1987) foi um comandante de U-Boot que serviu na Kriegsmarine durante a Segunda Guerra Mundial.